# Термохемија
Термохемија је област термодинамике која се бави изучавањем енергетских промена које се дешавају при физичким променама и у току хемијских реакција. Базира се на Првом закону термодинамике. Њено проучавање се заснива на размени енергије између система и околине, која је описана термодинамичким функцијама стања (енталпијом, ентропијом и Гибсовом слободном енергијом). Хемијске реакције су у оквиру термохемије представљене термохемијским једначинама. Своју примену термохемија налази у одређивању спонтаности реакција, као и количина реактаната и производа хемијских реакција. Свој значај представља и у виду термохемијских закона (Лавоазје-Лапласовог закона, Хесовог закона и Кирхофовог закона).
Реакција може да ослобађа или апсорбује енергију. До тога може доћи и услед фазних промена, као што су топљење и кључање. Фокус термохемије је на променама енергије, а посебно у размени енергије система са његовим окружењем. Термохемија је корисна у предвиђању количина реактантата и продуката током реакције. У комбинацији са одређивањем ентропије, она се такође користи за предвиђање спонтаности реакција. Ендотермне реакције апсорбују топлоту, док егзотермне реакције ослобађају топлоту. Термохемија повезује концепте термодинамике са концептом енергије у облику хемијских веза. Она између осталог обухвата одређивање топлотног капацитета, топлоте сагоревања, топлоте формирања, енталпије, ентропије и слободне енергије.

## Термохемијске једначине
Термохемијске једначине обухватају хемијске једначине у којима за сваку од супстанција стоји назначено агрегатно стање ( l – liquid/течно, s – solid/чврсто , g – gas/гас , aq – aqueous/водени раствор), као и температуру при којој се промена дешава и саму енергетску промену коју она описује.
Реакција сребро-бромида са хлором, приказана термохемијском једначином:
{\displaystyle {\ce {AgBr(s) + 1/2Cl2(g) -> AgCl(s) + 1/2Br2(g)}}} ΔrH0(298 K) = -26,7 kJ

## Енталпија
Енталпија је термодинамичка функција стања која представља меру топлоте која се размени између система и околине када се реакција одвија на константном притиску. Енталпија се представља једначином:
{\displaystyle H=U+PV}
U - унутрашња енергија система, Р – притисак , V – запремина
Промена енталпије, када се реакција врши на константном притиску је:
{\displaystyle \vartriangle H=\vartriangle (U+PV)}
{\displaystyle \vartriangle H=\vartriangle U+P\vartriangle V}
ΔU – промена унутрашње енергије, P - притисак, ΔV – промена запремине
Промена енталпије је величина која је мерљива, па због тога своју примену налази у термохемији. Одређивање апсолутне енталпије није могуће. С обзиром да је запремински рад занемарљиво мали, промена енталпије је приближно једнака промени унутрашње енергије.
Енталпија реакције представља промену енталпије у току хемијске реакције и представља разлику промене енталпије производа и промене енталпије реактаната:
ΔHреакције = ΔHпроизвода – ΔHреактаната

## Егзотермне и ендотермне реакције
Термохемијске реакције се на основу енергетских промена које се у њима одвијају деле на:

Егзотермне реакције – праћене ослобађањем енергије која се предаје околини, код којих је енталпија продуката мања од енталпије реактаната. Тиме ће укупна промена енталпије бити негативна.
ΔН <0
Примери егзотермних реакција:
{\displaystyle {\ce {Zn(s) + 2HCl(aq) -> ZnCl2(aq) + H2(g)}}}
{\displaystyle {\ce {NaOH (aq) + HCl (aq) -> NaCl(aq) + H2O(l)}}}
Ендотермне реакције – праћене апсорбовањем топлоте из околине, код којих је енталпија продуката већа од енталпије реактаната. Тиме ће укупна промена енталпије бити позитивна.
ΔН >0
Пример ендотермне реакције:
{\displaystyle {\ce {CaCO3(s) -> CaO(s) + CO2(g)}}}

## Термохемијски закони
У сагласности са првим законом термодинамике, формирани су термохемијски закони: Лавоазје – Лапласов закон и Хесов закон.
Лавоазје – Лапласов закон: Количина топлоте која је потребна да се једињење разложи на своје саставне елементе једнака је топлоти која се ослободи када се то једињење гради од елемената.
Односно: Промена енталпије која прати реакцију у једном смеру потпуно је иста, али супротног знака у односу на промену енталпије која прати реакцију у супротном смеру.
{\displaystyle {\ce {1/2 H2(g) + 1/2Cl2(g) -> HCl(g)}}} ΔrH0(298 K) = -92,31 kJ/mol
{\displaystyle {\ce {HCl(g) -> 1/2 H2(g) + 1/2Cl2(g)}}} ΔrH0(298 K) = 92,31 kJ/mol
Хесов закон (закон топлотних сума): Стандардна топлота неке реакције при константном притиску је сума стандардних топлота свих реакција преко којих се посматрана реакција одвија.
Односно: Топлота неке реакције при константом притиску је независна од међуступњева преко којих се реакција остварује.
Tоплоту следеће реакције:
{\displaystyle {\ce {Fe(s) + 1/2O2(g) -> Fe2O3}}} ΔrH10(298 K) = -821 kJ/mol
Можемо да добијемо и следећим путем, одигравањем следећих хемијских реакција:
{\displaystyle {\ce {Fe(s) + 1/2O2(g) -> FeO(s)}}} ΔrH20(298 K) = -263,5 kJ/mol
{\displaystyle {\ce {2FeO(s) + 1/2O2(g) -> Fe2O3(s)}}} ΔrH30(298 K) = -294 kJ/mol
Ако помножимо два пута топлоту прве реакције и са том вредношћу саберемо топлоту треће реакције добићемо исту вредност топлоте почетне реакције:
-821 kJ/mol= ΔrH10 =2ΔrH20+ΔrH30
Последице термохемијских закона су да су термохемијске једначине повратне и да се могу сабирати као алгебарске једначине.

## Енталпије различитих процеса
Eнталпија се дефинише за различите хемијске процесе. Неке од најважнијих јесу:
- Енталпија сагоревања[9]
- Енталпија прелаза
- Енталпија неутрализације[10]
- Енталпија растварања[11]

Стандардна моларна енталпија сагоревања представља топлотни ефекат, односно промену енталпије која прати сагоревање једног мола неке супстанце у вишку чистог кисеоника, под условом да супстанца изгори у потпуности при стандардним условима.
На основу познавања топлоте сагоревања супстанци које учествују у реакцији можемо израчунати топлотни ефекат било које реакције.
Стандардна моларна енталпија прелаза представља топлотни ефекат који прати промену физичког стања (фазе) супстанције. Обухвата енталпију сублимације, кључања и топљења. С обзиром да је енталпија функција стања, ако се промени смер промене, енталпија ће променити знак.
{\displaystyle {\ce {H2O(s) -> H2O(g)}}} ΔH0сублимације
{\displaystyle {\ce {H2O(l) -> H2O(g)}}} ΔH0испаравања
{\displaystyle {\ce {H2O(s) -> H2O(t)}}} ΔH0топљења
Топлота неутрализације је промена енталпије која прати неутрализацију једног мола киселине еквивалентном количином базе у бесконачно разблаженом раствору.
Реакције неутрализације у којима учествују јаке базе и јаке киселине су праћене ослобађањем увек исте количине топлоте, која не зависи од природе супстанција.
Међутим, ако у реакцији учествују јака база и слаба киселина, односно слаба база и јака киселина део топлоте се троши на дисоцијацију слабог једињења, јер је у питању ендотерман процес.
Енталпија растварања обухвата:
Интегралну топлоту растварања која представља промену енталпије која прати растварање једног мола супстанце у одређеној количини растварача.
Интегралну топлоту разблажења која представља промену енталпије која прати додавање одређеног броја молова растварача, тако да се концентрација самог раствора не мења.
Интегралну топлоту растварања при бесконачном разблажењу која се дефинише као она количина топлоте коју систем размени са околином при растварању једног мола супстанце у толикој количини растварача, да се даљим разблаживањем не постиже никакав топлотни ефекат.
Диференцијалну топлоту растварања која се дефинише као количина топлоте која прати растварање једног мола супстанце у толикој количини растварача да не долази до промене концентрације раствора нити топлоте растварања.

## Кирхофов закон
Кирхофов закон описује зависност топлоте реакције од температуре и гласи: Температурски коефицијент топлотног ефекта неког процеса једнак је разлици топлотних капацитета за крајње и почетно стање.
Ако изразимо промену унутрашње енергије као разлику између унутрашње енергије почетног и крајњег стања:
{\displaystyle \vartriangle U=U2-U1}
Диференцирањем датог израза по температури, на константној запремини, добијамо:
{\displaystyle \vartriangle Cv=\left({\frac {\delta U2}{\delta T}}\right)-\left({\frac {\delta U1}{\delta T}}\right)}
{\displaystyle \vartriangle Cv=Cv2-Cv1}
Taкође, ако израз за енталпију диференцирамо по температури, на константном притиску, аналогно претходном изразу добијамо:
{\displaystyle \vartriangle Cp=Cp2-Cp1}
Интеграљењем једначина добијамо следеће изразе:
{\displaystyle \vartriangle rH(T2)=\vartriangle rH(T1)+\int _{T1}^{T2}\vartriangle CpdT}
{\displaystyle \vartriangle rU(T2)=\vartriangle rU(T1)+\int _{T1}^{T2}\vartriangle CvdT}
Из претходних релација видимо да је за одређивање топлотног ефекта на температури Т2 неопходно познавати топлотни ефекат на температури Т1 и топлотне капацитете за све учеснике у реакцији.

## Спонтаност хемијских реакција
Спонтаност хемијских реакција јесте још једна област проучавања термохемије. Спонтаност се описује ентропијом (S). Ентропија представља мерило неуређености система. За спонтане процесе унутар изолованих система, сматрају се они код којих је промена енталпије система позитивна, односно ΔSсистема > 0.
Стандардне моларне ентропије представљају апсолутне вредности ентропије на стандардним условима.
Промена ентропије хемијске реакције је дата као разлика стандардних моларних ентропија производа и стандардних моларних ентропија реактаната:
{\displaystyle \vartriangle Sreakcije=\sum m\vartriangle Sproizvoda-\sum n\vartriangle Sreaktanata}
m - број производа који настају у хемијској реакцији
n - број реактаната који учествују у хемијској реакцији

## Гибсова слободна енергија
Вредност Гибсове слободне енергије говори о способности реакције да врши рад. Што је ова величина негативнија, то ће реакција коју она описује имати већу способности да врши рад према околини. Другим речима, она представља максималну вредност корисног рада који реакција може да врши.
{\displaystyle \vartriangle G=\vartriangle Hsistema-T\vartriangle Ssistema}
Када је вредност ΔG негативна, значи да је ΔSсистема позитивна, што значи да је у питању спонтан процес. Ако је вредност једнака нули, реакција се налази у равнотежи. Међутим ако је вредност ΔG позитивна, ΔSсистема је негативна, па процес неће бити спонтан.
Промена слободне енергије за сваку хемијску реакцију може се израчунати као разлика стандардних слободних енергија производа и реактаната:
{\displaystyle \vartriangle Greakcije=\sum m\vartriangle Gproizvoda-\sum n\vartriangle Greaktanata}
При чему су:
- m - број производа који настају у току хемијске реакције
- n - број реактаната који учествују у хемијској реакцији

## Калориметрија
Калориметрија представља експериментално одређивање енталпије реакције. Одређивање се састоји у мерењу размене топлоте између система и околине. Величина уз помоћ које одређујемо ову топлоту јесте топлотни капацитет који се дефинише као количина топлоте коју је потребно довести систему да би се његова температура подигла за један келвин (К). Моларни топлотни капацитет јесте количина топлоте коју је потребно довести једном молу неке супстанције, како би се њена температура подигла за један келвин.
Специфични топлотни капацитет јесте количина топлоте коју је потребно довести једном граму супстанце, како би се њена температура подигла за један келвин и једнака је:
{\displaystyle C=\left({\frac {q}{m\vartriangle T}}\right)}
- C - специфични топлотни капацитет
- q - маса супстанције
- ΔT - промена температуре

Калориметрија се најчешће врши на константном притиску, па ће према томе топлота саме реакције бити једнака промени енталпије:
{\displaystyle \vartriangle H=Qreakcije}
{\displaystyle Qsistema=Qreakcije+Qkalorimetra+Qvode}
С обзиром да је Qsistema = 0 :
{\displaystyle Qreakcije=-(Qvode+Qkalorimetra)}
При чему је:
{\displaystyle Qvode=mCg\vartriangle T}
{\displaystyle Qkalorimetra=Ccal\vartriangle T}
- m - маса воде
- Cg - капацитет воде
- Ccal - капацитет калориметра
- ΔT - разлика температура

| Супстанце | Специфични топлотни капацитет (J g / K) | Моларни топлотни капацитет (J mol / K) |
| --------- | --------------------------------------- | -------------------------------------- |
| Al        | 0,897                                   | 24,2                                   |
| C         | 0,685                                   | 8,23                                   |
| Fe        | 0,449                                   | 25,1                                   |
| Cu        | 0,385                                   | 24,5                                   |
| Au        | 0,129                                   | 25,4                                   |
| NH3       | 4,70                                    | 80,0                                   |
| H2O       | 4,184                                   | 75,4                                   |
| C2H5OH    | 2,44                                    | 11,2                                   |